# Josep Quevedo
Josep Quevedo (València, 1807 - València ?, 1875) fou un religiós, historiador, teòleg, professor, i bibliotecari valencià.
Formant part de l'Orde dels Jerònims, el 1925 professà al Monestir d'El Escorial, d'on fou mestre de cerimònies, professor de grec i segon bibliotecari. Fou també confessor de Ferran VII d'Espanya. Després de les desamortitzacions espanyoles de 1835 continuà al servei d'El Escorial, d'on Isabel II d'Espanya el 1847 el nomenà primer bibliotecari, càrrec que ocupà fins a 1852. Després fou canonge i professor del seminari de Badajoz des del 1852, on exercí de rector i catedràtic d'Història i Disciplina Eclesiàstica. Exercí d'arxipreste d'Astorga i ardiaca de la Catedral de València (1867). A més, fou acadèmic corresponent de la Reial Acadèmia de la Història, membre honorari de la Biblioteca Imperial de Sant Petersburg i oficial de la Junta Directiva d'Arxius del Ministeri de Gràcia i Justícia. Traduí del llatí El movimiento de España o sea historia ... de las Comunidades de Castilla de Juan Maldonado (1840), i és autor de diversos treballs sobre El Escorial (1849-59) i d'un catàleg dels seus manuscrits, inèdit.